# Bebius cylindricus
Bebius cylindricus är en skalbaggsart som beskrevs av Lea 1916. Bebius cylindricus ingår i släktet Bebius och familjen långhorningar. Inga underarter finns listade.